# Eilema strangulata
Eilema strangulata là một loài bướm đêm thuộc phân họ Arctiinae, họ Erebidae.